# Gaston Tinard
Gaston Edouard Tinard (* 14. November 1915 in Paris; † 29. November 1998 in Vaux-sur-Mer) war ein französischer Hindernisläufer.
Bei den Leichtathletik-Europameisterschaften 1938 in Paris wurde er Sechster über 3000 m Hindernis.
Im selben Jahr wurde er Französischer Meister. Seine persönliche Bestzeit von 9:28,2 min stellte er am 22. Juli 1939 in Colombes auf.